# Emery-Dreifuss-Muskeldystrophie
Die Emery-Dreifuss-Muskeldystrophie (EDMD) wurde 1962 zum ersten Mal als eigenständige Muskeldystrophie beschrieben.
Synonym: Hauptmann-Thannhauser-Syndrom.
Es existieren bislang zwei vererbbare bekannte Formen der Krankheit. Zum einen kann sie durch die Mutation des 34 kDa großen Kernproteins Emerin (Genlokus Xq28) auftreten (X-linked-EDMD). Des Weiteren können verschiedene Mutationen des LMNA-Gens (Genlokus 1q21), welches für die Kernstrukturproteine Lamin A/C kodiert, die autosomal-dominante Krankheitsform einleiten (AD-EDMD).

## Symptome
Die Symptome der Krankheit treten langsam bei jungen Patienten in Erscheinung. Die Krankheit ist durch drei verschiedene Auffälligkeiten charakterisierbar:
- Bei den meisten Patienten ist eine Verkürzung der Achillessehnen und Ellenbogenmuskeln erkennbar. Für die Betroffenen ist es meist nicht möglich, den Arm oder das Bein durchzustrecken.
- Bei vielen Patienten ist eine langsame Abnutzung der Muskeln mit anschließend auftretender Muskelschwäche sichtbar.
- Erweiterte Herzgefäße, speziell im rechten Atrium des Herzens, sind die Folge der EDMD.

## Diagnose
Bei Diagnose der EDMD ist das erste Anzeichen für eine Erkrankung die Erhöhung des Serumlevels an Kreatin-Kinase. Weiterhin kann die Elektromyografie Veränderungen der Muskelaktivität zeigen. Wichtig ist die Diagnostik der Herzbeteiligung mit EKG, Langzeit-EKG, Echokardiografie und ggf. weiteren Untersuchungen, da Herzrhythmusstörungen eine potentiell tödliche Komplikation der Erkrankung darstellen. Die Muskelhistologie zeigt gewöhnlich Muskelnekrose und Phagozytose von nekrotischen Muskelzellen.

## Molekulare Pathologie
Der Genlokus für X-linked-EDMD ist Xp28. Das Gen STA ist 2100 Basenpaare lang und beinhaltet sechs Exons. Daraus entsteht ein 34 kDa großes Protein namens Emerin, welches in der inneren Kernmembran von Skelett-, Herz- und glattem Muskel exprimiert wird. Mutationsdatenbanken verzeichnen bisher einige hundert Mutationen des STA-Gens. Alle Mutationen des STA-Gens resultieren in einem kompletten Verlust von Emerin. Die Verbindung zwischen der Deletion des Kernproteins Emerin und der daraus resultierenden Muskeldystrophie konnten bisher noch nicht aufgeklärt werden.
Das Gen für die AD-EDMD wurde am Lokus 1q21 identifiziert. Dieses Gen kodiert mithilfe des alternativen Splicevorgangs die Kernlamine A und C, welche beide Kernstrukturproteine sind. Sie interagieren mit Chromatin, als auch mit verschiedenen IM-Proteine wie MAN1, LAPs oder Emerin. Neben der AD-EDMD zeigt auch die Limb-gurtle-Muskeldystrophie eine Mutation im LMNA-Gen.
Bisher war der Zusammenhang zwischen der Mutation des LMNA-Gens und der daraus resultierenden Muskeldystrophie unklar und basierte nur auf Spekulationen. Misteli u. a. zeigten in einer Veröffentlichung (2009), dass eine Fehllokalisation von Nuklei der Muskelzellen zu einem falschen Aufbau der motorischen Endplatte führt. Für die Positionierung der spezialisierten Kerne an der motorischen Endplatte des Muskels spielt das Zytoskelett im Zusammenhang mit Lamin A, Nesprin-1 und SUN-Proteinen eine große Rolle. Wenn eines dieser Proteine fehlerhaft oder gar nicht exprimiert wird, kommt es zu einer Fehllokalisation der synaptischen Nuklei an der Postsynapse der motorischen Endplatte. Dies führt dazu, dass der Muskel nicht korrekt innerviert werden kann.

## Therapie
Betroffene Patienten müssen zunächst ihren Lebensstil anpassen. Dazu gehört die Vermeidung von sportlichen Aktivitäten, die Deformationen im Muskel hervorrufen können. Weiterhin werden die Patienten physiotherapeutisch behandelt.
Der wichtigste Aspekt ist jedoch die frühzeitige Erkennung der Krankheit, um Herzdefekten vorbeugen zu können. Weiterhin ist es sinnvoll, eine Familienanamnese durchzuführen, um mögliche genetische Vorbelastung zu erkennen.
Einige Ansätze, die allerdings bisher noch nicht in der klinischen Phase sind, beschäftigen sich mit Gentherapie und dem Einsatz von adenoviralen Vektoren zur Einschleusung von Emerinäquivalenten.